# Morti il 19 novembre
| Questa pagina contiene informazioni ricavate automaticamente dalle voci biografiche con l'ausilio del template Bio e di un bot. L'aggiornamento è periodico e automatico e ricostruisce completamente la pagina. Se manca una persona in questa lista, sei pregato di non aggiungerla, ma accertati piuttosto che la sua voce biografica contenga il template Bio e che i dati anagrafici siano correttamente compilati. Se il template Bio manca, inseriscilo tu stesso o, in alternativa, metti l'avviso {{tmp\|Bio}} che ne segnala la mancanza. Se i dati riportati sono sbagliati, correggi direttamente la voce biografica; le modifiche saranno visibili in questa lista entro pochi giorni. Per chiarimenti vedi il progetto biografie. La lista contiene solo le 511 persone che sono citate nell'enciclopedia e per le quali è stato implementato correttamente il template Bio. Pagina aggiornata al 13 ago 2025. |

## III secolo(1)
- 235 - Papa Ponziano, papa, vescovo e santo romano

## V secolo(2)
- 496 - Papa Gelasio I, papa, vescovo e santo berbero
- 498 - Papa Anastasio II, papa e vescovo italiano

## VIII secolo(1)
- 766 - Egberto di York, arcivescovo inglese

## XI secolo(3)
- 1034 - Teodorico I di Lusazia, nobile tedesco
- 1067 - Abu'l-Aswar Shavur ibn Fadl, principe curdo
- 1092 - Malik Shah I, sovrano (n. 1055)

## XII secolo(1)
- 1190 - Baldovino di Exeter, abate e arcivescovo cattolico inglese

## XIII secolo(4)
- 1250 - Federico da Prata, vescovo cattolico italiano
- 1253 - Giacomo da Castell'Arquato, cardinale italiano
- 1288 - Rodolfo I di Baden (n. 1230)
- 1298 - Matilde di Hackeborn, religiosa, mistica e santa tedesca

## XIV secolo(5)
- 1331 - Teobaldo Fabri, vescovo cattolico italiano
- 1332 - Giacomo Benfatti, vescovo cattolico italiano (n. 1250)
- 1350 - Raoul II di Brienne, nobile francese
- 1376 - Pierre de la Jugée, cardinale e arcivescovo cattolico francese (n. 1319)
- 1381 - Tommaso da Frignano, cardinale italiano

## XV secolo(7)
- 1408 - Bálint Alsáni, cardinale e vescovo cattolico ungherese
- 1422 - Louis d'Harcourt, arcivescovo cattolico francese (n. 1382)
- 1449 - Giusto de' Conti, poeta e umanista italiano
- 1449 - Cunegonda di Sternberg, nobile boema (n. 1425)
- 1464 - Gregorio Correr, patriarca cattolico e letterato italiano (n. 1409)
- 1481 - Anne de Mowbray, VIII contessa di Norfolk, nobile britannica (n. 1472)
- 1492 - Pier Filippo Corneo, giurista e ambasciatore italiano (n. 1419)

## XVI secolo(13)
- 1501 - Amalia di Sassonia, nobildonna (n. 1436)
- 1515 - Claudina di Monaco, monegasca (n. 1451)
- 1529 - Camilla Bentivoglio, nobildonna italiana
- 1557 - Maria di Cosimo I de' Medici, nobile italiana (n. 1540)
- 1557 - Bona Sforza, italiana (n. 1494)
- 1564 - John Grey di Pirgo, nobile inglese (n. 1523)
- 1568 - Vitellozzo Vitelli, cardinale e vescovo cattolico italiano (n. 1532)
- 1577 - Matsunaga Hisahide, militare giapponese (n. 1508)
- 1581 - Ivan Ivanovič di Russia, russo (n. 1554)
- 1584 - Jean Leunis, gesuita fiammingo (n. 1532)
- 1590 - Girolamo Zanchi, teologo italiano (n. 1516)
- 1592 - Pietro Martire Ponzone, vescovo cattolico italiano
- 1595 - Gian Paolo Lolmo, pittore italiano (n. 1550)

## XVII secolo(22)
- 1603 - Sertorio Quattromani, scrittore, filosofo e filologo italiano (n. 1541)
- 1608 - Antonio Agelli, vescovo cattolico e biblista italiano (n. 1532)
- 1625 - Giovanni Reinardo I di Hanau-Lichtenberg, conte tedesco (n. 1569)
- 1630 - Antonio Brunelli, compositore italiano (n. 1577)
- 1630 - Johann Hermann Schein, compositore tedesco (n. 1586)
- 1634 - Alessandro Carlo Vasa, principe svedese (n. 1614)
- 1638 - Lelio Biscia, cardinale italiano (n. 1575)
- 1641 - Sigismondo Donati, vescovo cattolico e diplomatico italiano (n. 1552)
- 1642 - Giovanni Doria, cardinale e arcivescovo cattolico italiano (n. 1573)
- 1644 - Antonio Glielmo, teologo italiano (n. 1596)
- 1649 - Agostinho Barbosa, teologo, giurista e vescovo cattolico portoghese (n. 1590)
- 1649 - Caspar Schoppe, umanista e filosofo tedesco (n. 1576)
- 1659 - William Lamport, avventuriero irlandese (n. 1611)
- 1665 - Nicolas Poussin, pittore francese (n. 1594)
- 1672 - Giovanni Battista Giattini, gesuita, filologo e linguista italiano (n. 1601)
- 1672 - John Wilkins, scrittore e religioso britannico (n. 1614)
- 1675 - Epifanij Slavineckij, religioso e traduttore russo
- 1689 - Elizabeth Cecil, nobildonna inglese (n. 1619)
- 1692 - Giorgio Federico di Waldeck, generale tedesco (n. 1620)
- 1692 - Thomas Shadwell, poeta e commediografo inglese (n. 1642)
- 1695 - Marcos de Ostos, arcivescovo cattolico spagnolo (n. 1644)
- 1698 - Petro Dorofijovyč Dorošenko, militare ucraino (n. 1627)

## XVIII secolo(28)
- 1701 - Laurenz Tanner, politico svizzero (n. 1631)
- 1703 - Maschera di Ferro
- 1712 - Wolfgang Carl Briegel, musicista e compositore tedesco (n. 1626)
- 1720 - Lorenzo Casoni, cardinale e arcivescovo cattolico italiano (n. 1645)
- 1723 - Antoine Nompar de Caumont, nobile e generale francese (n. 1632)
- 1728 - Leopoldo di Anhalt-Köthen, principe (n. 1694)
- 1729 - Johann Franz Budde, teologo tedesco (n. 1667)
- 1733 - Giovanni Vignoli, archeologo e numismatico italiano (n. 1667)
- 1739 - Ivan Alekseevič Dolgorukov, ufficiale e principe russo (n. 1708)
- 1750 - Franz Retz, gesuita ceco (n. 1673)
- 1751 - Giovanni Antonio De Pieri, pittore italiano (n. 1671)
- 1760 - Christoph Matthäus Pfaff, teologo tedesco (n. 1686)
- 1761 - Noël-Antoine Pluche, scrittore e naturalista francese (n. 1688)
- 1763 - Camillo Affarosi, abate e storico italiano (n. 1680)
- 1763 - Thomas Howard, II conte di Effingham, nobile e militare britannico (n. 1714)
- 1765 - Giammaria Mazzuchelli, letterato, bibliografo e storico della letteratura italiano (n. 1707)
- 1770 - François-Augustin de Paradis de Moncrif, scrittore e poeta francese (n. 1687)
- 1773 - James FitzGerald, I duca di Leinster, politico e ufficiale irlandese (n. 1722)
- 1782 - Maria Cristina di Sassonia, badessa tedesca (n. 1735)
- 1783 - Jean-Baptiste Perronneau, pittore francese (n. 1715)
- 1785 - Bernard de Bury, clavicembalista e compositore francese (n. 1720)
- 1789 - Maria Anna d'Asburgo-Lorena, badessa (n. 1738)
- 1790 - Vittorio Lodovico d'Hallot Des Hayes, politico e militare italiano (n. 1707)
- 1791 - Thomas Howard, III conte di Effingham, nobile e politico britannico (n. 1746)
- 1796 - Thomas Thynne, I marchese di Bath, politico inglese (n. 1734)
- 1798 - Innocenzo Spinazzi, scultore italiano (n. 1726)
- 1798 - Theobald Wolfe Tone, politico irlandese (n. 1763)
- 1799 - Vincenzio Russo, patriota e politico italiano (n. 1770)

## XIX secolo(60)
- 1806 - Shah 'Alam II, imperatore indiano (n. 1728)
- 1808 - Carlo Mazza, presbitero italiano (n. 1738)
- 1813 - Johann Ludwig Christ, naturalista e entomologo tedesco (n. 1739)
- 1813 - Raimondo Congiu, poeta italiano (n. 1762)
- 1814 - Cristoforo Babbi, violinista e compositore italiano (n. 1745)
- 1818 - Shiba Kōkan, pittore e incisore giapponese (n. 1747)
- 1822 - Johann Georg Tralles, matematico e fisico tedesco (n. 1763)
- 1824 - Joseph-Henri Costa de Beauregard, militare francese (n. 1752)
- 1825 - Jan Václav Voříšek, pianista, organista e compositore ceco (n. 1791)
- 1828 - Franz Schubert, compositore austriaco (n. 1797)
- 1836 - Domenico Morichini, chimico e medico italiano (n. 1773)
- 1840 - Johann Michael Vogl, baritono e compositore austriaco (n. 1768)
- 1842 - Niccolò Bettoni, editore e tipografo italiano (n. 1770)
- 1843 - Carlo Maria Pedicini, cardinale e vescovo cattolico italiano (n. 1769)
- 1846 - Karl Kajetan von Gaisruck, cardinale e arcivescovo cattolico austriaco (n. 1769)
- 1846 - Marija Michajlovna Romanova, nobile russa (n. 1825)
- 1846 - Lorenzo Trincheri, critico letterario, filosofo e saggista italiano (n. 1768)
- 1850 - Richard Mentor Johnson, politico statunitense (n. 1780)
- 1851 - Giovanni Battista Parretti, arcivescovo cattolico italiano (n. 1779)
- 1852 - François-Xavier Badoud, notaio e politico svizzero (n. 1792)
- 1855 - Armand Joseph Bruat, ammiraglio francese (n. 1796)
- 1855 - Bernardo Caboga, militare dalmata (n. 1785)
- 1855 - Mihály Vörösmarty, poeta ungherese (n. 1800)
- 1856 - Giovanni Antonio Tola, politico italiano (n. 1792)
- 1858 - Pierre Thuillier, pittore francese (n. 1799)
- 1859 - Charles-Gaspard Delestre-Poirson, drammaturgo e librettista francese (n. 1790)
- 1860 - Károly Markó il Vecchio, pittore ungherese (n. 1793)
- 1866 - Franz Xaver von Paumgartten, generale austriaco (n. 1811)
- 1867 - Filarete, religioso russo (n. 1782)
- 1867 - Giacinto de' Sivo, scrittore, storico e drammaturgo italiano (n. 1814)
- 1868 - Francesco Ambrosoli, filologo, traduttore e editore italiano (n. 1797)
- 1868 - Francesco La Grassa, organaro italiano (n. 1802)
- 1869 - Gian Lorenzo Cantù, medico e politico italiano (n. 1790)
- 1870 - Juan Rico, poeta, storico e giornalista spagnolo (n. 1821)
- 1872 - Martino Manzi, patriota italiano (n. 1836)
- 1875 - Friedrich Gottlieb Bartling, botanico tedesco (n. 1798)
- 1875 - Pietro de Silvestri, cardinale italiano (n. 1803)
- 1876 - Giulio Uberti, poeta e patriota italiano (n. 1806)
- 1879 - Ryszard Wincenty Berwiński, poeta e scrittore polacco (n. 1819)
- 1879 - Joseph Lambert, generale russo (n. 1809)
- 1883 - Arnold Schaefer, storico tedesco (n. 1819)
- 1883 - Carl Wilhelm Siemens, ingegnere tedesco (n. 1823)
- 1885 - George Browne, architetto irlandese (n. 1811)
- 1885 - Gabriele Dara Junior, poeta e politico italiano (n. 1826)
- 1886 - John Bramley-Moore, politico inglese (n. 1800)
- 1887 - Emma Lazarus, poetessa statunitense (n. 1849)
- 1888 - Edmond Gondinet, scrittore e drammaturgo francese (n. 1828)
- 1890 - Guido Borromeo, politico e nobile italiano (n. 1818)
- 1890 - Hannah de Rothschild, nobildonna britannica (n. 1851)
- 1891 - Gregor Csiky, drammaturgo e scrittore ungherese (n. 1842)
- 1892 - Antonio de Torres Jurado, liutaio spagnolo (n. 1817)
- 1893 - Eduard Georg von Bethusy-Huc, politico prussiano (n. 1829)
- 1893 - Dominique Pierrat, naturalista e ornitologo francese (n. 1820)
- 1895 - Lucien-Louis-Joseph-Napoléon Bonaparte, cardinale francese (n. 1828)
- 1895 - Calvert Vaux, architetto e architetto del paesaggio britannico (n. 1824)
- 1896 - Otto zu Stolberg-Wernigerode, politico tedesco (n. 1837)
- 1897 - Paolo Angeloni, politico italiano (n. 1838)
- 1897 - Louis Gurlitt, pittore tedesco (n. 1812)
- 1898 - Don Carlos Buell, generale statunitense (n. 1818)
- 1899 - Felix Victor Birch-Hirschfeld, patologo tedesco (n. 1842)

## XX secolo(237)
- 1902 - Christiano Junior, fotografo e giornalista portoghese (n. 1832)
- 1903 - Tommasina Guidi, scrittrice italiana (n. 1835)
- 1903 - Pietro Saccardo, architetto e ingegnere italiano (n. 1830)
- 1907 - Oskar von Bülow, giurista tedesco (n. 1837)
- 1910 - Rudolph Fittig, chimico tedesco (n. 1835)
- 1910 - Alessandro Mussolini, attivista e artigiano italiano (n. 1854)
- 1910 - Gustave Serrurier-Bovy, architetto e decoratore belga (n. 1858)
- 1912 - Louis Goulven Prat, ammiraglio francese (n. 1858)
- 1915 - Joe Hill, sindacalista e compositore statunitense (n. 1879)
- 1915 - Solomon Schechter, rabbino e pedagogo romeno (n. 1847)
- 1917 - Howard Missimer, attore statunitense (n. 1867)
- 1917 - Giuseppe Stuto, militare italiano (n. 1870)
- 1918 - Cristoforo Alasia, matematico italiano (n. 1869)
- 1918 - Joseph Fielding Smith, missionario statunitense (n. 1838)
- 1919 - Luigi Bechi, pittore italiano
- 1919 - Louis Braquaval, pittore francese (n. 1854)
- 1919 - Adolf Gröber, politico e avvocato tedesco (n. 1854)
- 1919 - Franz Rudorfer, aviatore austro-ungarico (n. 1897)
- 1919 - Alexandru Vlahuță, scrittore romeno (n. 1858)
- 1919 - Victor Westerholm, pittore finlandese (n. 1860)
- 1920 - Will S. Davis, regista, sceneggiatore e attore statunitense (n. 1882)
- 1920 - Henry Thode, storico dell'arte tedesco (n. 1857)
- 1921 - Alfred von Böckmann, generale tedesco (n. 1859)
- 1921 - Ramón Zubieta y Les, missionario e vescovo cattolico spagnolo (n. 1864)
- 1922 - Luigi Canzi, politico, imprenditore e patriota italiano (n. 1839)
- 1922 - Domenico Milanesio, presbitero e missionario italiano (n. 1843)
- 1922 - Charles Thias, tiratore di fune statunitense (n. 1879)
- 1924 - Thomas H. Ince, regista cinematografico, produttore cinematografico e sceneggiatore statunitense (n. 1882)
- 1924 - Michael Logue, cardinale e arcivescovo cattolico irlandese (n. 1840)
- 1924 - Emile Enrico Ragusa, imprenditore e entomologo italiano (n. 1849)
- 1925 - Luisa Anzoletti, poetessa e scrittrice italiana (n. 1863)
- 1925 - Henri Fayol, imprenditore e ingegnere francese (n. 1841)
- 1925 - Georg August Schweinfurth, botanico e etnologo tedesco (n. 1836)
- 1929 - Michele Esposito, pianista, direttore d'orchestra e compositore italiano (n. 1855)
- 1931 - Eric Carruthers, hockeista su ghiaccio britannico (n. 1895)
- 1931 - Angelo Cimarosti, calciatore italiano (n. 1902)
- 1931 - Evgenija Nikolaevna Figner, rivoluzionaria russa (n. 1858)
- 1931 - Xu Zhimo, poeta cinese (n. 1897)
- 1932 - Teariimaevarua III, regina (n. 1871)
- 1932 - Nicola Vacchelli, ufficiale, geografo e politico italiano (n. 1870)
- 1933 - Louise Jopling, pittrice e poetessa inglese (n. 1843)
- 1933 - Vittorio Scialoja, giurista e politico italiano (n. 1856)
- 1935 - Silverio Izaguirre, calciatore spagnolo (n. 1897)
- 1935 - Izz al-Din al-Qassam, generale, politico e patriota palestinese (n. 1882)
- 1937 - Alfredo Conte, militare italiano (n. 1909)
- 1938 - Kaarlo Castrén, politico e banchiere finlandese (n. 1860)
- 1938 - Angiolo Del Santo, scultore italiano (n. 1882)
- 1938 - Remigio Renzi, organista e compositore italiano (n. 1857)
- 1938 - Lev Isaakovič Šestov, filosofo e scrittore russo (n. 1866)
- 1940 - Bob Glendenning, allenatore di calcio e calciatore inglese (n. 1888)
- 1940 - Giuseppe Locatelli, militare italiano (n. 1914)
- 1940 - Antonio Monaco, militare italiano
- 1941 - Girolamo Lazzaroni, presbitero e missionario italiano (n. 1914)
- 1941 - Cesare Toschi, militare e aviatore italiano (n. 1906)
- 1942 - John Mulcahy, canottiere statunitense (n. 1876)
- 1942 - Bruno Schulz, scrittore e disegnatore polacco (n. 1892)
- 1943 - Mariano D'Amelio, magistrato e politico italiano (n. 1871)
- 1943 - Georg Hermann, scrittore tedesco (n. 1871)
- 1943 - Sanne Ledermann, tedesca (n. 1928)
- 1943 - Carla Simons, scrittrice, giornalista e traduttrice olandese (n. 1903)
- 1944 - Ludwig Dettmann, pittore tedesco (n. 1865)
- 1944 - Lovick Friend, generale britannico (n. 1856)
- 1944 - Ferdinando Innamorati, politico e antifascista italiano (n. 1877)
- 1944 - Luigi Miliani, scacchista e ingegnere italiano (n. 1875)
- 1944 - Angelo Luciano Tondelli, partigiano italiano (n. 1924)
- 1945 - Carlo Alberto Biggini, politico e giurista italiano (n. 1902)
- 1947 - Guido Fabiani, scrittore e giornalista italiano (n. 1869)
- 1948 - Mannes Francken, calciatore olandese (n. 1888)
- 1948 - Charles Jarvis, militare britannico (n. 1881)
- 1948 - Roberto Omegna, regista, sceneggiatore e direttore della fotografia italiano (n. 1876)
- 1948 - Gerolamo Radice, calciatore, pilota automobilistico e dirigente sportivo italiano (n. 1883)
- 1948 - Mino Somenzi, giornalista italiano (n. 1899)
- 1949 - James Ensor, pittore e incisore belga (n. 1860)
- 1949 - Ashley Miller, regista e sceneggiatore statunitense (n. 1867)
- 1949 - Giulio Vivanti, matematico italiano (n. 1859)
- 1950 - Tom Brindle, politico neozelandese (n. 1878)
- 1951 - Leopold Andrian, scrittore e diplomatico austriaco (n. 1875)
- 1951 - Charles Buchwald, calciatore danese (n. 1880)
- 1951 - Simpson Foulis, golfista statunitense (n. 1884)
- 1952 - Renaud Hoffman, regista, sceneggiatore e produttore cinematografico tedesco (n. 1895)
- 1953 - Lajos Máriássy, calciatore e allenatore di calcio ungherese (n. 1888)
- 1954 - Julius Körner, canottiere tedesco (n. 1870)
- 1955 - Anselmo Bucci, pittore, incisore e scrittore italiano (n. 1887)
- 1956 - Victor Campbell, militare e esploratore britannico (n. 1875)
- 1956 - Ulisse Nurzia, imprenditore e pasticcere italiano (n. 1871)
- 1956 - Lev Vladimirovič Rudnev, architetto russo (n. 1885)
- 1956 - Francis L. Sullivan, attore britannico (n. 1903)
- 1956 - Hipolito Vacchiano Garcìa, presbitero spagnolo (n. 1905)
- 1956 - René Vannes, musicologo belga (n. 1888)
- 1957 - Jack Allen, calciatore inglese (n. 1903)
- 1957 - Ego Bianchi, pittore e ceramista italiano (n. 1914)
- 1957 - Aud Brindley, cestista statunitense (n. 1923)
- 1957 - Karl Jech, calciatore austriaco (n. 1886)
- 1958 - Vittorio Ambrosio, generale italiano (n. 1879)
- 1958 - Hans Heinrich von Twardowski, attore tedesco (n. 1898)
- 1958 - Jerzy Zabielski, schermidore polacco (n. 1897)
- 1959 - Edward Tolman, psicologo statunitense (n. 1886)
- 1960 - Tommy Gibbons, pugile statunitense (n. 1891)
- 1960 - Phyllis Haver, attrice statunitense (n. 1899)
- 1960 - Hans Erich Hollmann, fisico e docente tedesco (n. 1899)
- 1960 - Eberhard Weichold, ammiraglio tedesco (n. 1891)
- 1961 - Gino Girolimoni, fotografo italiano (n. 1889)
- 1961 - Al Keller, pilota automobilistico statunitense (n. 1920)
- 1961 - Michael Rockefeller, esploratore, antropologo e collezionista d'arte statunitense (n. 1938)
- 1962 - Michel Camélat, drammaturgo, poeta e scrittore francese (n. 1871)
- 1962 - Gerald Charles Dickens, ammiraglio inglese (n. 1879)
- 1962 - Luigi Poggi, velista italiano (n. 1906)
- 1962 - Edy Reinalter, sciatore alpino svizzero (n. 1920)
- 1962 - George Lyttleton Rogers, tennista irlandese (n. 1906)
- 1963 - Carmen Amaya, ballerina e cantante spagnola (n. 1913)
- 1963 - Carmen Boni, attrice italiana (n. 1901)
- 1963 - Guido Pasolini dall'Onda, nobile, imprenditore e politico italiano (n. 1880)
- 1963 - Henry Richardson, arciere statunitense (n. 1889)
- 1964 - Gerhard Bersu, archeologo tedesco (n. 1889)
- 1964 - Margarita Ferreras, poetessa spagnola (n. 1900)
- 1965 - Carmela Adani, scultrice italiana (n. 1899)
- 1965 - Frank Allen, fisico statunitense (n. 1874)
- 1965 - Earl Johnson, mezzofondista statunitense (n. 1891)
- 1965 - Dante Lattes, rabbino, pubblicista e politico italiano (n. 1876)
- 1966 - Biondo Biondi, giurista italiano (n. 1888)
- 1966 - Piero Jahier, scrittore, poeta e traduttore italiano (n. 1884)
- 1967 - Aristide Carapelle, magistrato e politico italiano (n. 1878)
- 1967 - Kazimierz Funk, chimico polacco (n. 1884)
- 1967 - João Guimarães Rosa, scrittore, medico e diplomatico brasiliano (n. 1908)
- 1967 - Karl-Gustaf Vingqvist, ginnasta svedese (n. 1883)
- 1968 - Giuseppe Lerni, arbitro di calcio italiano (n. 1898)
- 1969 - Antonio Annarumma, poliziotto italiano (n. 1947)
- 1969 - Blasco Lanza D'Ajeta, nobile e diplomatico italiano (n. 1907)
- 1969 - Amos Luchetti Gentiloni, architetto italiano (n. 1889)
- 1969 - Niccolò Rodolico, storico e scrittore italiano (n. 1873)
- 1970 - Abdelaziz Ben Tifour, calciatore algerino (n. 1927)
- 1970 - Andrej Ivanovič Erëmenko, generale sovietico (n. 1892)
- 1970 - Marija Veniaminovna Judina, pianista sovietica (n. 1899)
- 1970 - Sent M'Ahesa, ballerina, traduttrice e giornalista svedese (n. 1883)
- 1970 - Mario Malatesta, calciatore e allenatore di calcio italiano (n. 1908)
- 1970 - Dolindo Ruotolo, presbitero italiano (n. 1882)
- 1970 - Lewis Sargent, attore statunitense (n. 1903)
- 1970 - Ferdinando Seriolo, calciatore italiano (n. 1902)
- 1971 - Secondo Casadei, violinista, compositore e arrangiatore italiano (n. 1906)
- 1971 - Helge Larsson, canoista svedese (n. 1916)
- 1971 - Tommaso Spasari, avvocato e politico italiano (n. 1900)
- 1972 - Uwel Pierallini, arbitro di calcio italiano (n. 1896)
- 1973 - William Kiernan, scenografo statunitense (n. 1908)
- 1973 - Pietro Solero, presbitero, militare e alpinista italiano (n. 1911)
- 1973 - Esperia Sperani, attrice italiana (n. 1903)
- 1974 - George Brunies, musicista e trombonista statunitense (n. 1902)
- 1974 - Louise Fitzhugh, scrittrice e illustratrice statunitense (n. 1928)
- 1974 - Alessandro Momo, attore italiano (n. 1956)
- 1975 - Viktor Avdjuško, attore sovietico (n. 1925)
- 1975 - Henning Bødtker, avvocato norvegese (n. 1891)
- 1975 - Jean Ducret, calciatore francese (n. 1887)
- 1975 - Ettore Masetti, calciatore italiano (n. 1896)
- 1975 - Elizabeth Taylor, scrittrice britannica (n. 1912)
- 1976 - Enzo Biliotti, attore italiano (n. 1887)
- 1976 - Gene Gallette, cestista statunitense (n. 1919)
- 1976 - Wayne Millner, giocatore di football americano e allenatore di football americano statunitense (n. 1913)
- 1976 - Auguste Pelsmaeker, allenatore di calcio e calciatore belga (n. 1899)
- 1976 - Basil Spence, architetto britannico (n. 1907)
- 1976 - Joaquim Teixeira, calciatore portoghese (n. 1917)
- 1977 - Sonny Criss, sassofonista e compositore statunitense (n. 1927)
- 1977 - Gamal El Sagini, pittore e scultore egiziano (n. 1917)
- 1978 - Ernst Eikhof, calciatore tedesco (n. 1892)
- 1979 - Dorothy Burlingham, psicoanalista statunitense (n. 1891)
- 1979 - Paulo Ghiglia, pittore italiano (n. 1905)
- 1979 - Francis Rose, pittore inglese (n. 1909)
- 1979 - Jean Snella, allenatore di calcio e calciatore francese (n. 1914)
- 1979 - Étienne Souriau, filosofo francese (n. 1892)
- 1980 - Hazel Forbes, ballerina e attrice statunitense (n. 1910)
- 1980 - Giuseppe Imbò, geofisico, sismologo e vulcanologo italiano (n. 1899)
- 1980 - Norman Judd, pallanuotista irlandese (n. 1904)
- 1981 - Karl Büchner, filologo classico tedesco (n. 1910)
- 1981 - Henri Padou, nuotatore e pallanuotista francese (n. 1898)
- 1982 - Ko Bergman, calciatore olandese (n. 1913)
- 1982 - Ernesto Colli, attore italiano (n. 1940)
- 1982 - Erving Goffman, sociologo canadese (n. 1922)
- 1982 - Luigi Zerbinati, attore italiano (n. 1909)
- 1982 - Toña la Negra, cantante e attrice messicana (n. 1912)
- 1983 - Pietro Gerbore, diplomatico e storico italiano (n. 1899)
- 1983 - Carolyn Leigh, paroliera statunitense (n. 1926)
- 1983 - Luis Soto Valverde, calciatore spagnolo (n. 1920)
- 1984 - Cats Falck, giornalista svedese (n. 1953)
- 1984 - Gotthard Günther, filosofo tedesco (n. 1900)
- 1984 - Martín Marculeta, allenatore di calcio e calciatore spagnolo (n. 1907)
- 1984 - Paolo Monelli, giornalista, scrittore e militare italiano (n. 1891)
- 1985 - Juan Arvizu, tenore messicano (n. 1900)
- 1985 - Bobby Breiter, hockeista su ghiaccio svizzero (n. 1909)
- 1985 - Stepin Fetchit, attore statunitense (n. 1902)
- 1985 - Vittorio Parmentola, storico italiano (n. 1903)
- 1985 - Bob Synnott, cestista statunitense (n. 1912)
- 1986 - Luigi Crocco, ingegnere italiano (n. 1909)
- 1987 - Lee Byung-chul, imprenditore sudcoreano (n. 1910)
- 1987 - Clara Petrella, soprano italiano (n. 1914)
- 1987 - Georges Sécan, pittore francese (n. 1913)
- 1988 - Christina Onassis, dirigente d'azienda greca (n. 1950)
- 1989 - Vittorio Annona, paroliere italiano (n. 1927)
- 1989 - Nancy Drexel, attrice statunitense (n. 1910)
- 1990 - Georgij Nikolaevič Flërov, fisico sovietico (n. 1913)
- 1990 - Jean-Jacques Maurer, calciatore svizzero (n. 1931)
- 1990 - Sun Li-jen, generale cinese (n. 1900)
- 1991 - Rich Dumas, cestista statunitense (n. 1944)
- 1991 - Hans Goldmann, medico ceco (n. 1899)
- 1991 - Reggie Nalder, attore, cabarettista e ballerino austriaco (n. 1907)
- 1991 - Leonid Leonidovič Obolenskij, regista cinematografico russo (n. 1902)
- 1992 - Camillo Girotti, calciatore italiano (n. 1918)
- 1992 - Giuseppe Ottina, allenatore di calcio italiano (n. 1912)
- 1992 - Bobby Russell, cantautore statunitense (n. 1940)
- 1992 - Abele Saba, giornalista italiano (n. 1913)
- 1992 - Shin'ichi Sekizawa, sceneggiatore giapponese (n. 1921)
- 1992 - Diane Varsi, attrice statunitense (n. 1938)
- 1993 - Kenneth Burke, filosofo e critico letterario statunitense (n. 1897)
- 1993 - Carlo Da Prà, bobbista italiano (n. 1931)
- 1993 - Leonid Gajdaj, regista, sceneggiatore e attore sovietico (n. 1923)
- 1993 - Dorothy Revier, attrice statunitense (n. 1906)
- 1994 - Charles Umlauf, scultore statunitense (n. 1911)
- 1995 - Don Anielak, cestista e allenatore di pallacanestro statunitense (n. 1930)
- 1995 - Pellegrino Riccardi, magistrato e antifascista italiano (n. 1905)
- 1995 - Wan Guchan, regista cinese (n. 1900)
- 1996 - Gabriel Alonso, calciatore spagnolo (n. 1932)
- 1996 - Phil Hankinson, cestista statunitense (n. 1951)
- 1996 - Nicole Hassler, pattinatrice artistica su ghiaccio francese (n. 1941)
- 1996 - Pietro Sibella, calciatore italiano (n. 1918)
- 1996 - Henrik Tamraz, sollevatore iraniano (n. 1935)
- 1997 - Bernard Lenoble, calciatore francese (n. 1902)
- 1997 - Walter Monfrinotti, hockeista su pista italiano (n. 1929)
- 1997 - Kjell Schou-Andreassen, allenatore di calcio e calciatore norvegese (n. 1940)
- 1997 - Aldo Spoldi, pugile italiano (n. 1912)
- 1998 - Louis Dumont, antropologo francese (n. 1911)
- 1998 - Tetsuya Theodore Fujita, meteorologo giapponese (n. 1920)
- 1998 - Antonio Giacone, politico italiano (n. 1914)
- 1998 - Andrés Lerín, calciatore e allenatore di calcio spagnolo (n. 1913)
- 1998 - Emilio Massa, ingegnere italiano (n. 1927)
- 1998 - Alan J. Pakula, regista, sceneggiatore e produttore cinematografico statunitense (n. 1928)
- 1999 - Yvette Cauchois, fisica e chimica francese (n. 1908)
- 1999 - Francesco Sparacio, presbitero, educatore e teologo italiano (n. 1927)
- 2000 - Lucy d'Escoffier Crespo da Silva, astronoma statunitense (n. 1978)
- 2000 - Robert Escarpit, scrittore, giornalista e sociologo francese (n. 1918)
- 2000 - Orietta Doria-Pamphilj-Landi, nobildonna italiana (n. 1922)

## XXI secolo(127)
- 2001 - Lanfranco Albertelli, calciatore e allenatore di calcio italiano (n. 1926)
- 2001 - Harry Burton, giornalista e fotografo australiano (n. 1968)
- 2001 - Maria Grazia Cutuli, giornalista italiana (n. 1962)
- 2002 - Vito Ciancimino, mafioso e politico italiano (n. 1924)
- 2002 - Jean-Claude Renard, scrittore e poeta francese (n. 1922)
- 2002 - André Roch, alpinista e scrittore svizzero (n. 1906)
- 2002 - Vittorio Ugolini, allenatore di pallacanestro e arbitro di pallacanestro italiano (n. 1908)
- 2003 - Gillian Barge, attrice inglese (n. 1940)
- 2003 - Vincenzo De Toma, attore italiano (n. 1930)
- 2003 - Václav Krása, cestista e allenatore di pallacanestro cecoslovacco (n. 1922)
- 2003 - Michele Prisco, scrittore e giornalista italiano (n. 1920)
- 2004 - Woody Campbell, cestista canadese (n. 1925)
- 2004 - Helmut Griem, attore tedesco (n. 1932)
- 2004 - Fred Hale, supercentenario statunitense (n. 1890)
- 2004 - Terry Melcher, musicista e produttore discografico statunitense (n. 1942)
- 2004 - John Vane, biochimico britannico (n. 1927)
- 2005 - Erik Balling, regista danese (n. 1924)
- 2005 - Magui Bétemps, cantautrice italiana (n. 1947)
- 2005 - Peppino Corrias, politico italiano (n. 1929)
- 2005 - Francesco Somaini, scultore italiano (n. 1926)
- 2005 - Edy de Wilde, collezionista d'arte olandese (n. 1919)
- 2006 - Francis Girod, regista e sceneggiatore francese (n. 1944)
- 2006 - Viktor Sergeev, regista sovietico (n. 1938)
- 2006 - Jeremy Slate, attore statunitense (n. 1926)
- 2007 - André Bettencourt, politico francese (n. 1919)
- 2007 - Giuseppe Cadé, calciatore italiano (n. 1934)
- 2007 - Kevin DuBrow, cantante statunitense (n. 1955)
- 2007 - Wiera Gran, cantante e attrice polacca (n. 1916)
- 2007 - Michel André Kervaire, matematico francese (n. 1927)
- 2007 - Ken Leek, calciatore gallese (n. 1935)
- 2007 - Oleg Lïtvïnenko, calciatore kazako (n. 1973)
- 2007 - Umberto Parini, chirurgo italiano (n. 1944)
- 2007 - Jim Ringo, giocatore di football americano statunitense (n. 1931)
- 2007 - Magda Szabó, insegnante e scrittrice ungherese (n. 1917)
- 2008 - Clive Barnes, critico teatrale e biografo britannico (n. 1927)
- 2008 - Andras Cziotka, calciatore ungherese (n. 1938)
- 2008 - Carole Caldwell Graebner, tennista e dirigente sportiva statunitense (n. 1943)
- 2008 - John Michael Hayes, sceneggiatore e giornalista statunitense (n. 1919)
- 2009 - Frank Beattie, allenatore di calcio e calciatore scozzese (n. 1933)
- 2009 - Daul Kim, modella sudcoreana (n. 1989)
- 2009 - Richard Walden, calciatore inglese (n. 1948)
- 2010 - 75 Cents, cantante croato (n. 1933)
- 2010 - Pat Burns, allenatore di hockey su ghiaccio canadese (n. 1952)
- 2010 - Eystein Eggen, scrittore e sociologo norvegese (n. 1944)
- 2010 - 'Abd al-'Aziz Duri, storico iracheno (n. 1919)
- 2011 - Lütfi Akad, regista e sceneggiatore turco (n. 1916)
- 2011 - Ferdinando Bellorini, pittore italiano (n. 1913)
- 2011 - Ladi Geisler, chitarrista e bassista cecoslovacco (n. 1927)
- 2011 - Rolf Gérard, scenografo, costumista e pittore tedesco (n. 1909)
- 2011 - John Neville, attore britannico (n. 1925)
- 2011 - Karl Aage Præst, calciatore danese (n. 1922)
- 2012 - Brigitte Skay, attrice tedesca (n. 1940)
- 2013 - Taïsija Čenčyk, altista sovietica (n. 1936)
- 2013 - Marcello D'Orta, insegnante e scrittore italiano (n. 1953)
- 2013 - André Filippini, bobbista, dirigente sportivo e imprenditore svizzero (n. 1924)
- 2013 - Ray Gosling, giornalista e attivista inglese (n. 1939)
- 2013 - Cesare Matteini, politico italiano (n. 1921)
- 2013 - Matthias N'Gartéri Mayadi, arcivescovo cattolico ciadiano (n. 1942)
- 2013 - Frederick Sanger, chimico britannico (n. 1918)
- 2013 - Maximilian Schindele, dirigente d'azienda tedesco (n. 1933)
- 2014 - Bengt Eriksson, combinatista nordico svedese (n. 1931)
- 2014 - Gholam Hossein Mazloumi, calciatore e allenatore di calcio iraniano (n. 1950)
- 2014 - Mike Nichols, regista, comico e produttore cinematografico tedesco (n. 1931)
- 2014 - Mario Prosperi, drammaturgo, regista e attore italiano (n. 1940)
- 2015 - Günter Meißner, storico dell'arte tedesco (n. 1936)
- 2015 - Leonardo Pinzauti, critico musicale italiano (n. 1926)
- 2016 - Massimo Colesanti, critico letterario italiano (n. 1926)
- 2016 - Gino Gavioli, fumettista e animatore italiano (n. 1923)
- 2016 - Jan Huberts, pilota motociclistico olandese (n. 1937)
- 2016 - Aiace Parolin, direttore della fotografia italiano (n. 1920)
- 2016 - Wijnand van de Pol, organista e direttore di coro olandese (n. 1938)
- 2016 - Paul Sylbert, scenografo, sceneggiatore e regista statunitense (n. 1928)
- 2016 - Denis Ugolini, politico italiano (n. 1954)
- 2017 - Peter Baldwin, regista e attore statunitense (n. 1931)
- 2017 - Joseph Borg, calciatore maltese (n. 1958)
- 2017 - Charles Manson, criminale statunitense (n. 1934)
- 2017 - Gianfranco Maretti Tregiardini, poeta italiano (n. 1939)
- 2017 - Fernando Matthei, generale e politico cileno (n. 1925)
- 2017 - Andrea Cordero Lanza di Montezemolo, cardinale e arcivescovo cattolico italiano (n. 1925)
- 2017 - Jana Novotná, tennista ceca (n. 1968)
- 2017 - Luther Rackley, cestista statunitense (n. 1946)
- 2017 - Della Reese, cantante e attrice statunitense (n. 1931)
- 2017 - Mel Tillis, cantante statunitense (n. 1932)
- 2017 - Elías Tolentino, cestista filippino (n. 1942)
- 2018 - Dominique Blanchar, attrice francese (n. 1927)
- 2018 - Tullio Dobner, traduttore e scrittore italiano (n. 1946)
- 2018 - Apisai Ielemia, politico tuvaluano (n. 1955)
- 2018 - Orlando Mohorović, performance artist croato (n. 1950)
- 2018 - Witold Sobociński, direttore della fotografia polacco (n. 1929)
- 2019 - Enrico Iannelli, matematico italiano (n. 1957)
- 2019 - D. M. Jayaratne, politico singalese (n. 1931)
- 2019 - José Mário Branco, musicista, cantante e attore portoghese (n. 1942)
- 2019 - Antonio Nuciari, calciatore italiano (n. 1924)
- 2019 - Tullio Ortolani, autore televisivo e scrittore italiano (n. 1944)
- 2019 - Colette Senghor, francese (n. 1925)
- 2019 - Francesco Volpi, aviatore italiano (n. 1914)
- 2020 - Antonio Del Donno, pittore e scultore italiano (n. 1927)
- 2020 - Erik Jager, cestista olandese (n. 1942)
- 2020 - Potito Pedarra, musicologo italiano (n. 1945)
- 2020 - Alfredo Pigna, conduttore televisivo, sceneggiatore e telecronista sportivo italiano (n. 1926)
- 2020 - Jake Scott, giocatore di football americano statunitense (n. 1945)
- 2021 - Rodolfo Di Biasio, poeta e scrittore italiano (n. 1937)
- 2021 - Costantino Fittante, politico italiano (n. 1933)
- 2021 - Joseph Giardina, direttore d'orchestra statunitense (n. 1929)
- 2021 - Don Kojis, cestista statunitense (n. 1939)
- 2021 - Alex Rebar, attore, sceneggiatore e produttore cinematografico statunitense (n. 1940)
- 2021 - Bernard Rollin, filosofo e docente statunitense (n. 1943)
- 2021 - Will Ryan, doppiatore statunitense (n. 1949)
- 2022 - Greg Bear, autore di fantascienza statunitense (n. 1951)
- 2022 - Jason David Frank, attore e artista marziale statunitense (n. 1973)
- 2022 - Antonio Mastrogiacomo, politico italiano (n. 1935)
- 2022 - Fausto Razzi, compositore italiano (n. 1932)
- 2023 - Joss Ackland, attore britannico (n. 1928)
- 2023 - Marvin Arnesen, calciatore norvegese (n. 1963)
- 2023 - Rosalynn Carter, first lady statunitense (n. 1927)
- 2023 - José Chocano, cestista peruviano (n. 1929)
- 2023 - Marisa Jossa, modella italiana (n. 1938)
- 2023 - Anna Kanakis, modella e attrice italiana (n. 1962)
- 2023 - Wim van der Leegte, imprenditore olandese (n. 1947)
- 2023 - Colette Maze, pianista francese (n. 1914)
- 2023 - Carlton Pearson, pastore protestante e personaggio televisivo statunitense (n. 1953)
- 2023 - Hannes Strydom, rugbista a 15, farmacologo e imprenditore sudafricano (n. 1965)
- 2023 - Sara Tavares, cantautrice e chitarrista portoghese (n. 1978)
- 2024 - Tony Campolo, pastore protestante e sociologo statunitense (n. 1935)
- 2024 - Fratello Metallo, francescano e cantautore italiano (n. 1946)
- 2024 - Orestes Rodríguez, scacchista peruviano (n. 1943)
- 2024 - Jacques Schlosser, biblista e presbitero francese (n. 1939)